# Долнодъбнишко македонско благотворително братство
Долнодъбнишко македонско благотворително братство „Родина“ е организация на бежанците от областта Македония, установили се в Долни Дъбник.

## История
В началото на 1924 година братството си избира ръководство в състав Лев Адамов (председател), Иван Попсерафимов (секретар), Атанас Кръстев (касиер) и съветници Христо Сугарчев и Атанас Велянов.
Братството е преучредено на 25 март 1925 година от 15 души, които избират настоятелство в състав Лев Адамов (председател), Алеко Якимов (подпредседател), Иван Попсерафимов (секретар), Атанас В. Червенков (касиер) и съветници Бошко Иванов и Атанас Кръстев. За патронен празник според член 23 на устава е избран Илинден. На 30 май 1926 година е избрано ново настоятелство в състав Лев Адамов (председател), Алекси Якимов (подпредседател), Иван ПОпсерафимов (секретар), Божко Иванов (касиер) и Георги Кост. Пейчов (съветник).
Дружеството е възстановено на 20 декември 1936 година, с настоятелство Лев Адамов (председател), Иван Попсерафимов (секретар), Атанас Попатанасов (касиер), Цв. Иванова (съветник) и Божко Иванов (съветник). В контролната комисия са Янчо Велянов (председател), Г. К. Пейчев (член) и Костадин Попатанасов (член). През 1938 година Цв. Иванова е избрана за председателка, Иван Попсерафимов е секретар, Атанас Попатанасов – касиер, а Божко Иванов Юруков и Дим. Т. Цонев са съветници.